# Großes Seeloch
Das Große Seeloch ist ein als Naturdenkmal ausgewiesener Erdfallsee bei Nordhausen in Thüringen.

## Lage
Der See liegt rund fünf Kilometer westlich von Nordhausen, zwischen Kleinwechsungen und Günzerode auf dem Seeberg (250 m). Nördlich liegt Hochstedt, im Süden befindet sich die Flarichsmühle an der Helme. Das Große Seeloch ist zu- und abflusslos.

## Beschreibung
Das Große Seeloch ist einer von drei Buntsandsteinerdfällen am Seeberg und ist mit Wasser gefüllt. Es steht seit dem 15. September 1936 unter offiziellem Naturschutz. Der kreisrunde See hat einen Umfang von etwa 650 Metern und ist bis zu 17 Meter tief. Ein künstlich angelegter Schwarzerlen- und Fichtengürtel umrandet heute den Erdfall. Im 19. Jahrhundert befand sich auf dem großen Seeloch eine mit Bäumen bewachsene schwimmende Insel. Diese war 52 m lang und 15 m breit und hatte die Form einer Sichel. Diese schwimmende Insel ist allmählich zerfallen, wobei einige Rasenstücke im Uferbereich noch als ehemalige Reste angesehen werden können.

## Kleines Seeloch
Das kleine Seeloch befindet sich etwa 60 m westlich des Großen Seeloches. Es ist trocken und mit Sträuchern und Bäumen bewachsen. Der Erdfallgrund ist sumpfartig. Die Niederschläge versickern bzw. verdunsten allmählich. Das Kleine Seeloch, welches ebenfalls unter Naturschutz steht, hat einen Umfang von rund 204 Metern. Der Uferrand ist von alten Zwetschgenbäumen, Steinweichseln und Birken bewachsen. Der dritte Erdfall am Seeberg ist das Moosloch. Es befindet sich etwa 170 m nordwestlich des Kleinen Seeloches.

## Flora und Fauna
Im Großen Seeloch kommen Rotfedern, Karpfen, Hechte, Aale sowie Karauschen und Schleien vor. Die Nutzung als Angelsportgewässer wurde der AG-Hesserode überlassen. Im Uferbereich wurzeln Seerosen.